# Sojuz T-10-1
Sojuz T-10-1 (a volte pure indicato come Sojuz T-10A) è la denominazione di una missione fallita della navicella spaziale Sojuz T verso la stazione spaziale sovietica Saljut 7 (DOS 6). Si trattò del quarantottesimo volo equipaggiato di questo velivolo spaziale, del settantesimo volo nell'ambito del programma Sojuz sovietico nonché del sesto volo equipaggiato verso la predetta stazione spaziale.

## Equipaggio

### Equipaggio principale
| Ruolo             | Equipaggio                          | Equipaggio                          |
| ----------------- | ----------------------------------- | ----------------------------------- |
| Comandante        | Vladimir Titov, GCTC Secondo volo   | Vladimir Titov, GCTC Secondo volo   |
| Ingegnere di volo | Gennadij Strekalov, NPOE Terzo volo | Gennadij Strekalov, NPOE Terzo volo |

### Equipaggio di riserva
| Ruolo             | Equipaggio             | Equipaggio             |
| ----------------- | ---------------------- | ---------------------- |
| Comandante        | Leonid Kizim, GCTC     | Leonid Kizim, GCTC     |
| Ingegnere di volo | Vladimir Solovëv, NPOE | Vladimir Solovëv, NPOE |

Titov e Strekalov avevano già pochi mesi prima (insieme al cosmonauta Aleksandr Aleksandrovič Serebrov) tentato di raggiungere la Saljut 7 durante la missione Sojuz T-8. Anche questa missione dovette essere interrotta, dato che l'aggancio alla stazione spaziale non riuscì.

## Il lancio fallito
La missione non raggiunse la sua meta, dato che il lanciatore venne completamente distrutto durante la fase di prelancio mentre lo stesso si trovava ancora fermo a terra a causa di un incendio scoppiato poco prima. Fortunatamente l'equipaggio poté essere portato in salvo grazie all'apposito sistema di sicurezza.
Poco prima del programmato lancio, vi fu una fuoriuscita di carburante direttamente sotto lanciatore Sojuz. Il carburante prese fuoco all'istante ed il centro di controllo di lancio reagì immediatamente attivando il sistema di salvataggio. Sfortunatamente i cavi di collegamento che attivavano tale sistema, (funzionante in maniera identica al LES americano) erano già completamente bruciati e pure l'equipaggio stesso non riuscì ad attivare il missile che staccava la capsula Sojuz dal razzo vettore azionando l'interruttore posizionato all'interno della cabina di pilotaggio dell'astronave stessa. Passarono venti lunghi secondi fino a quando il centro di controllo di lancio riuscì ad attivare il sistema di salvataggio via radio. In quell'istante, uno dei booster del lanciatore era già completamente in fiamme. I collegamenti che mantenevano agganciati il modulo di ritorno al modulo di servizio, nonché l'apposita protezione della parte relativa alla baia di carico, vennero staccati mediante una piccola esplosione. I motori del missile del sistema di salvataggio si accesero per cinque secondi, accelerando il modulo orbitale e di ritorno, i quali si trovavano ancora all'interno della citata apposita protezione, raggiungendo tra i 14 fino 17 g (corrispondente a 137 fino a 167 m/s²). Il congegno propulsore che si trovava in fiamme esplose solo due secondi dopo l'attivazione del sistema di salvataggio, distruggendo completamente la rampa di lancio dalla quale in precedenza furono lanciati gli storici voli dello Sputnik 1 e Vostok 1 per citare quelli più famosi. I quattro stabilizzatori di volo posizionati sulla parte esterna dell'apposita protezione si aprirono correttamente ed il modulo di ritorno si stacco dal modulo orbitale dopo aver raggiunto un'altezza di circa 650 metri, cadendo così liberamente dalla protezione stessa. Lo scudo termico venne a sua volta staccato per consentire la liberazione dei retrorazzi frenanti che, per questo sistema di salvataggio, si trovavano esattamente sotto lo scudo termico. Inoltre venne immediatamente aperto il paracadute principale il quale frenò l'atterraggio del modulo e del suo equipaggio. L'atterraggio avvenne a poco più di 4 chilometri dalla rampa di lancio e l'equipaggio poté essere recuperato dalle squadre di soccorso completamente illeso.

## Effetti
A novembre del 1983, l'equipaggio che già si trovava a bordo della Saljut 7, cioè i cosmonauti Vladimir Ljachov e Aleksandr Pavlovič Aleksandrov, dovettero lasciare la stazione spaziale a bordo della navicella con la quale erano stati lanciati, cioè la Sojuz T-9, dato che non avevano a disposizione un'altra navicella. Inoltre non vi fu immediatamente disponibile un equipaggio pronto per una nuova missione, e per questo motivo la stazione spaziale rimase per più mesi disabitata.
Solo a febbraio del 1984 avverrà il lancio della Sojuz T-10 che porterà un nuovo equipaggio base verso la stazione spaziale destinato a rimanervi per più di 236 giorni. Strekalov fece parte dell'equipaggio che ad aprile del 1984 effettuerà lo scambio di navicelle spaziali. Lanciato a bordo della Sojuz T-11 farà ritorno a terra a bordo della Sojuz T-10 dopo una settimana di soggiorno all'interno della stazione spaziale.
Per Titov invece, la pausa fu più lunga. Solo a dicembre del 1987 potrà partire per un altro volo nello spazio. A bordo della Sojuz TM-4 volerà verso la stazione spaziale Mir dove rimarrà esattamente per un anno intero.